# Chiesa di Santa Maria delle Grazie (Rosciolo dei Marsi)
La chiesa di Santa Maria delle Grazie è un edificio religioso situato a Rosciolo dei Marsi, frazione di Magliano de' Marsi, in provincia dell'Aquila e diocesi di Avezzano; fa parte della forania di Magliano de' Marsi.
È stata dichiarata edificio monumentale degno di essere conservato nel 1902.

## Storia

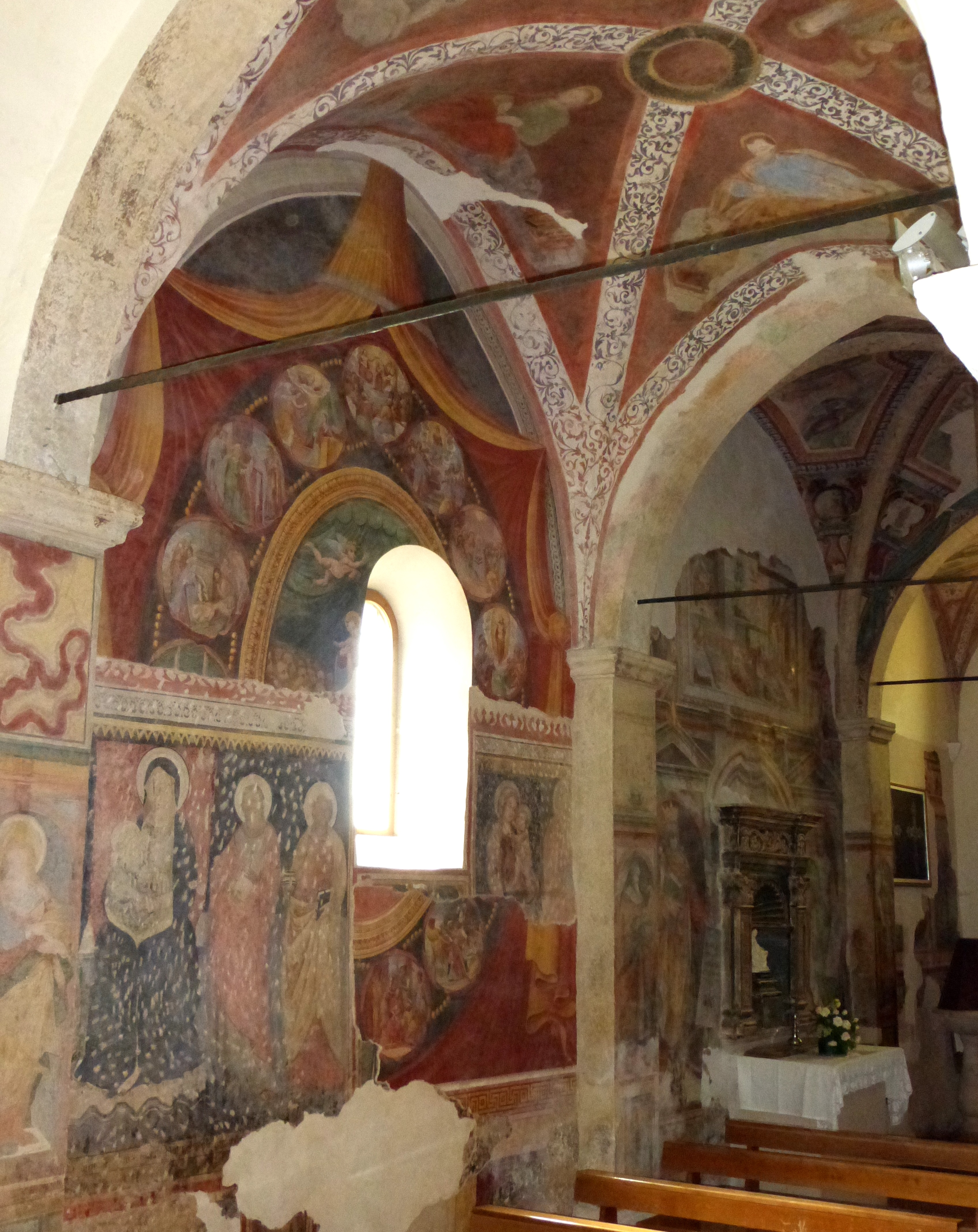
Gli affreschi della navata destra

Le prime notizie sull'esistenza del castello di Rosciolo risalgono all'XI secolo, e si può presumere che fosse già presente una chiesa seppur di modeste dimensioni che insieme al territorio circostante fu donata ai benedettini dal conte Berardo. Del primo tempio si persero le tracce nei secoli successivi, a causa di pesanti interventi di ricostruzione concentrati in particolare nel XV e XVI secolo. Nella nuova facciata, realizzata dai maestri aquilani Giovanni e Martino nel 1446, rimase un portale del XIII secolo, posizionato alla destra dell'ingresso principale. Quest'ultimo è tutto ciò che rimane della precedente e più piccola chiesa, a navata unica, del quale costituiva l'unico accesso.
Nel 1935 un restauro ha ripristinato la struttura originale dell'interno, mentre nel 1997 è stata ripulita la facciata. In questa occasione è stata rinvenuta, al di sotto dell'orologio, una pietra recante la frase quanti tocchi do io qui dentro a sorte, tanti passi dai tu verso la morte. All'intervento del 1998 si devono i lavori sugli affreschi e le pitture presenti sulle volte e sulle pareti.

## Descrizione

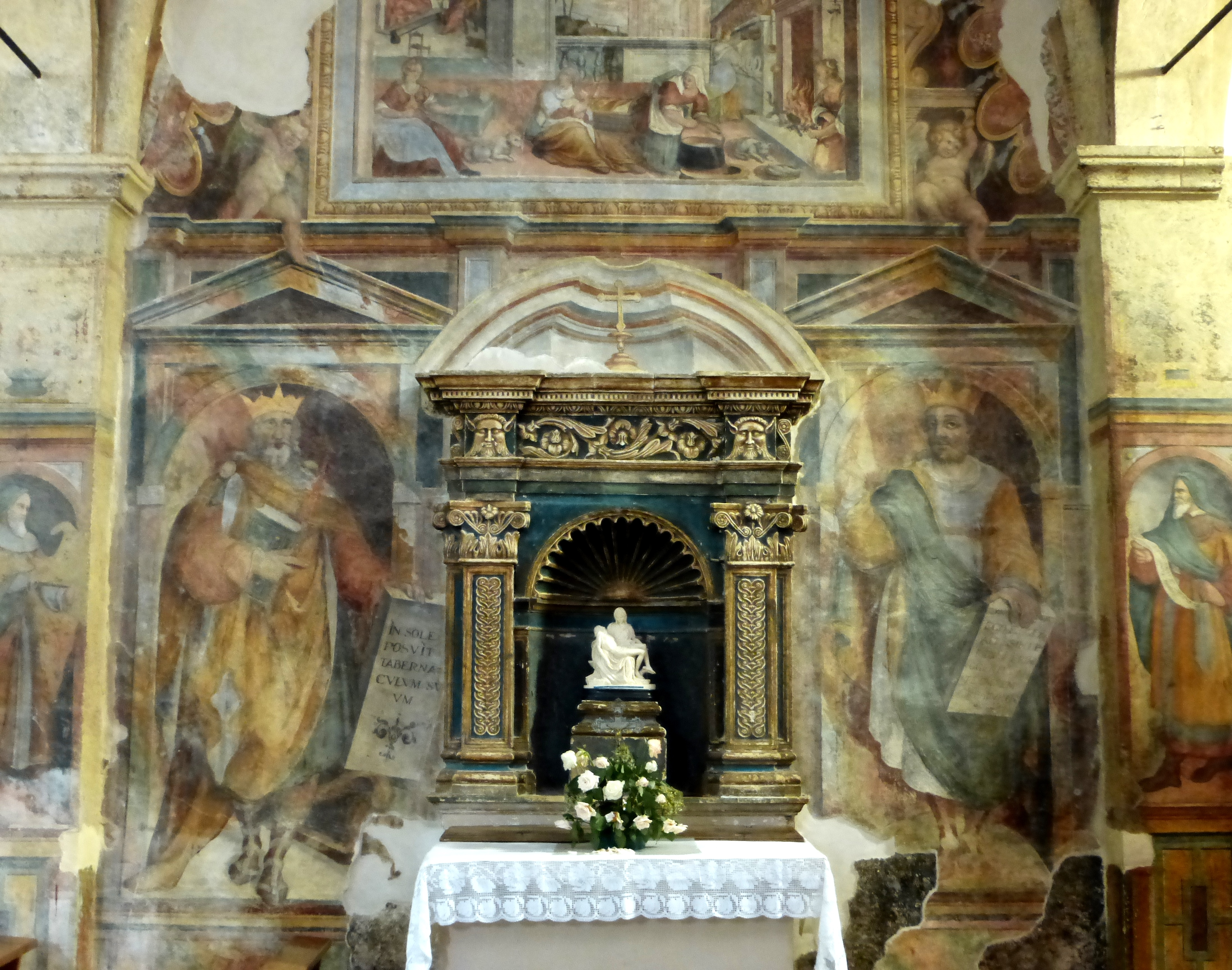
L'altarolo rinascimentale

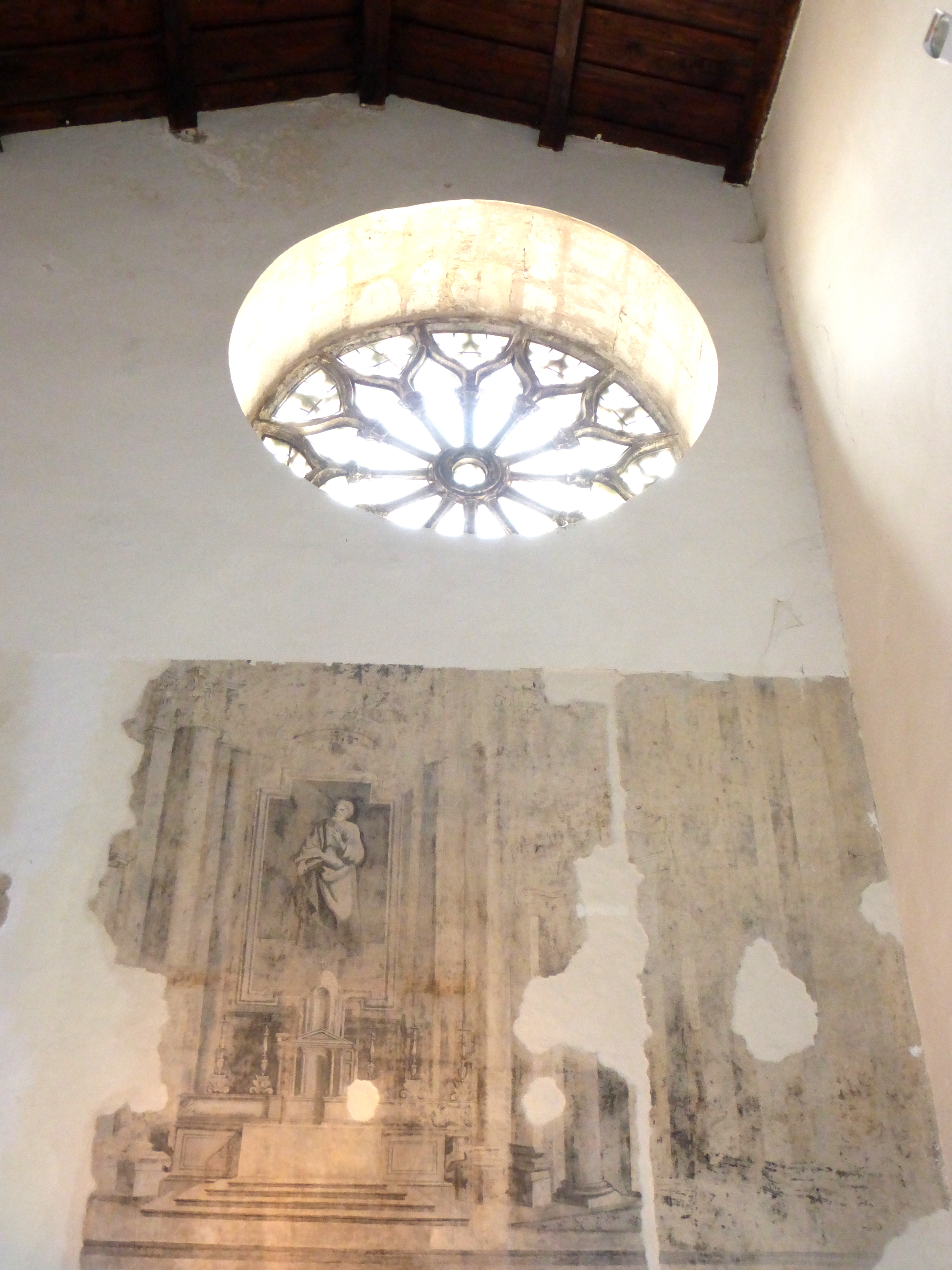
Il rosone dall'interno e un affresco sottostante

Il portale principale è a fascio con colonne tortili laterali e archivolto ogivale. Le uniche decorazioni sono situate sui capitelli e sulla ghiera più esterna. Nell'architrave è presente un'iscrizione che testimonia l'anno e gli artefici della ricostruzione della facciata. È sormontato da un rosone gotico a ruota costituito da archetti traforati su colonnine. Il portale secondario, di impronta romanica, riporta le forme tipiche dell'architettura benedettina. È arricchito da decorazioni che si distendono sui piedritti e sull'architrave, e mostrano un tralcio che si origina dalle bocche di due mostri serpentiformi alla base dei piedritti. Due leoni segnano il termine della ghiera esterna dell'archivolto, decorata a palmette. Il campanile, dalle forme tozze e squadrate, sormonta la prima campata della navata di sinistra e poggia su due arconi che scaricano il peso su grossi pilastri cilindrici.
L'interno presenta una pianta a tre navate, suddivise da quattro archi a sesto acuto su piloni quadrati. La navata centrale è coperta a soffitta, mentre quelle laterali a crociera ogivale. La navata destra custodisce un piccolo altare rinascimentale in pietra dipinta e arricchita da dorature, probabilmente superstiti di un tempio pagano del periodo romano imperiale.